# Mandel (rivière)
Pour les articles homonymes, voir Mandel.
La Mandel est une rivière de Belgique, affluent de la Lys et sous-affluent de l'Escaut.